# Кривка (Украина)
Кри́вка — село в Карпатах, в Борынской поселковой общине Самборского района Львовской области Украины. Основано в 1558 году. Население составляет 459 жителей.

## Географическое положение
В 3 километрах западнее находится село Верхнее Гусиное, в 2,5 километрах северо-западнее — Нижнее Гусиное, в 4 северо-восточнее — Матков, в 3 юго-восточнее — Ивашковцы.
Кривка находится на высоте 690 метров над уровнем моря. Село расположено в долине небольшой горной речки Кривка (ок. 7,5 км), текущей с юга от потока Баблиова на север, где, сливаясь с другим горным потоком Гусиным (Гусным), впадает в реку Стрый. С правого и левого берега р. Кривку питают притоки Бедро, Росточная, Мазиство, Жолоб, Зверь, Рехлисовский, Ростока.
Долина протянулась между горами с высотами 800—900 метров. Из них самая высокая вершина — гора Письмо (889 м) — находится юго-западнее от села. Южнее, на самой границе района, находится гора Ясенева (837 м), а к востоку от села протянулась гряда безымянных вершин с высотами 828, 848 и 852 метра. В 7 километрах на юго-запад находится наивысшая вершина Верховинского Вододельного хребта и всей горной гряды Западных и Восточных Бещад — гора Пикуй (1408 м).

## Население
- 1880—571 житель (в основном греко-католики, и несколько католиков).[1].
- 1921—574 жителя.
- 1970—634 жителя, 197 дворов.[2]
- 1989—485 (212 муж., 273 жен.)[3]
- 2001—459[4].

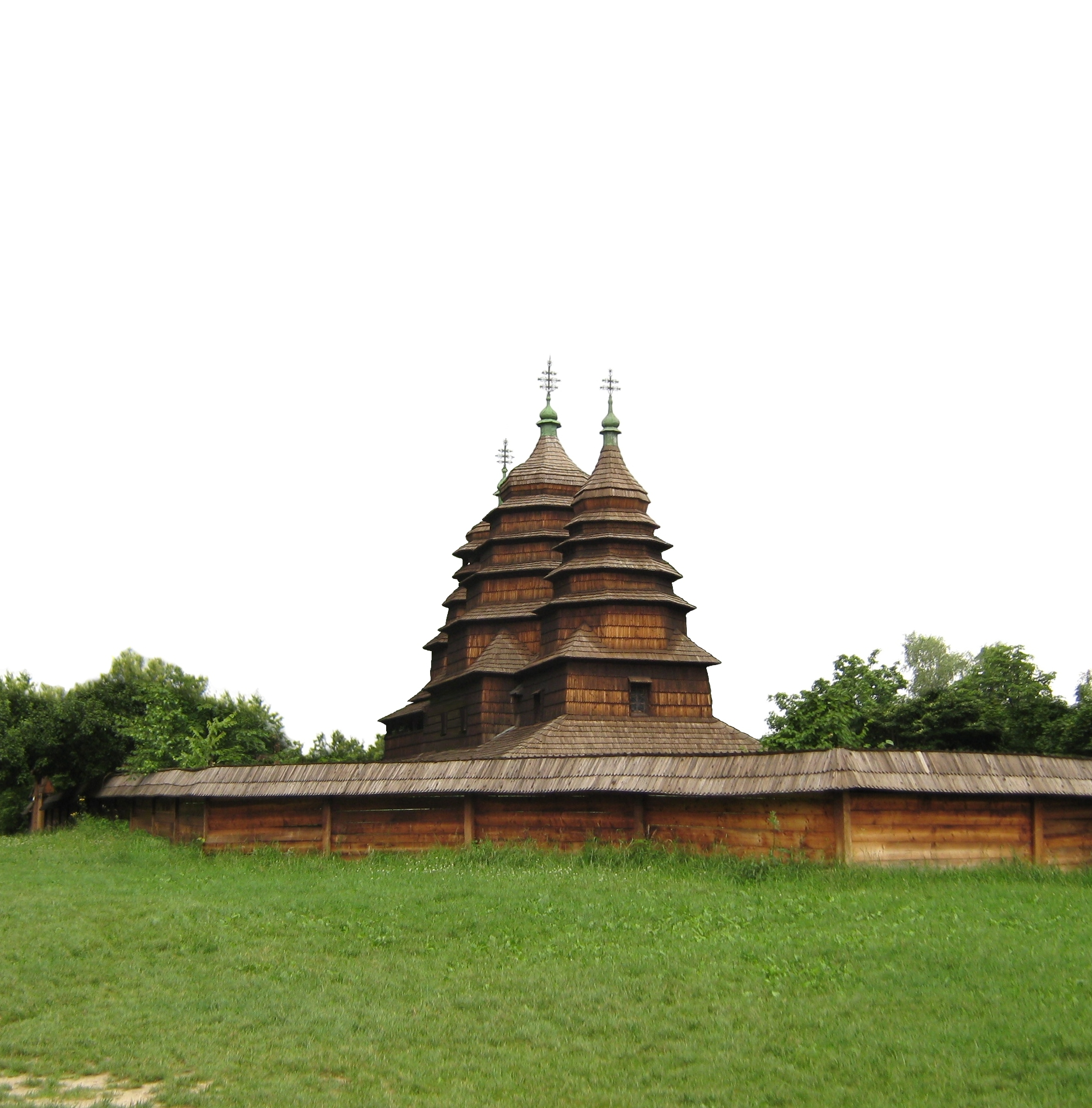
Церква з с.Кривки Турківського р-ну
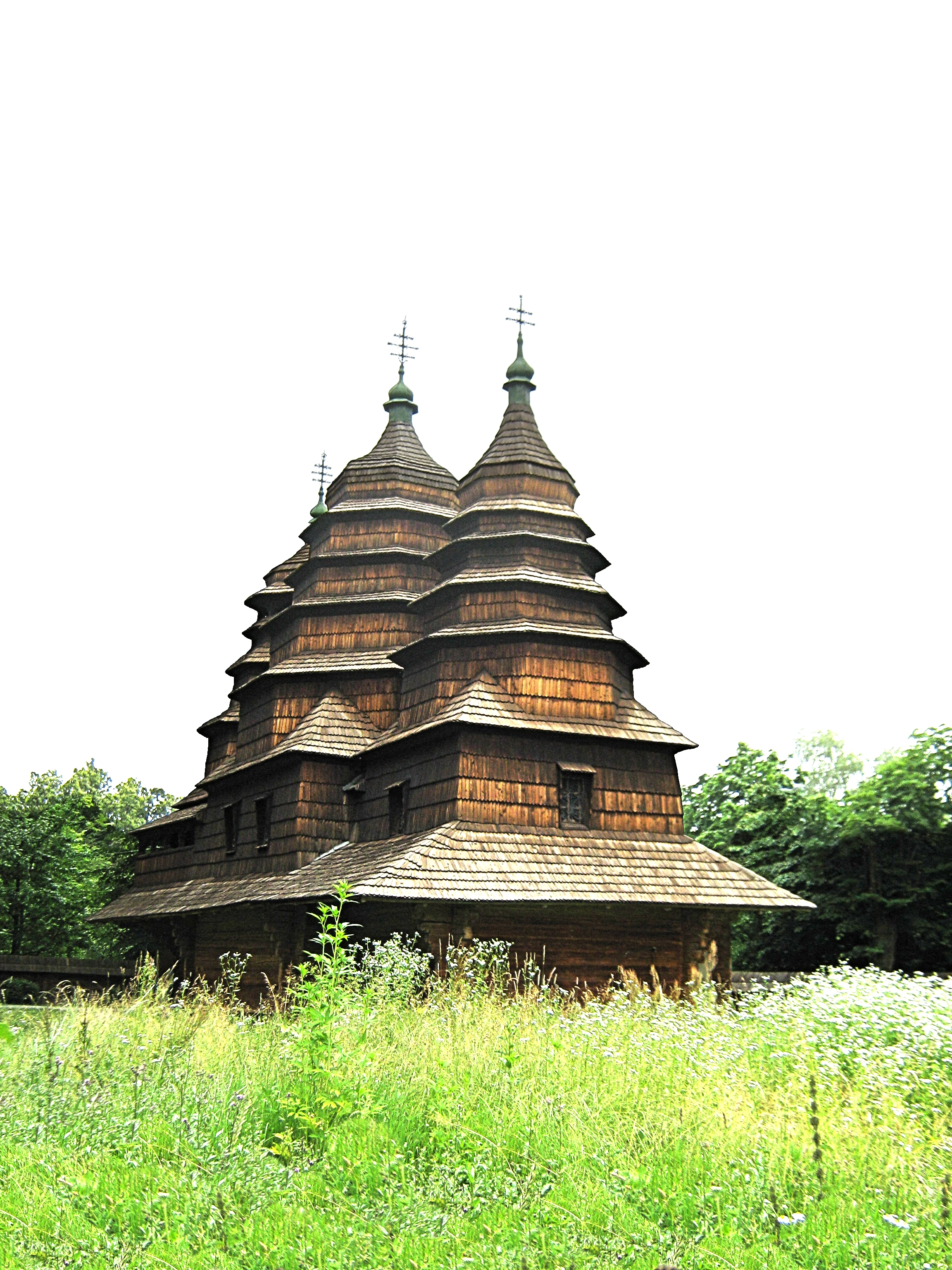
Церква з с.Кривки Турківського р-ну
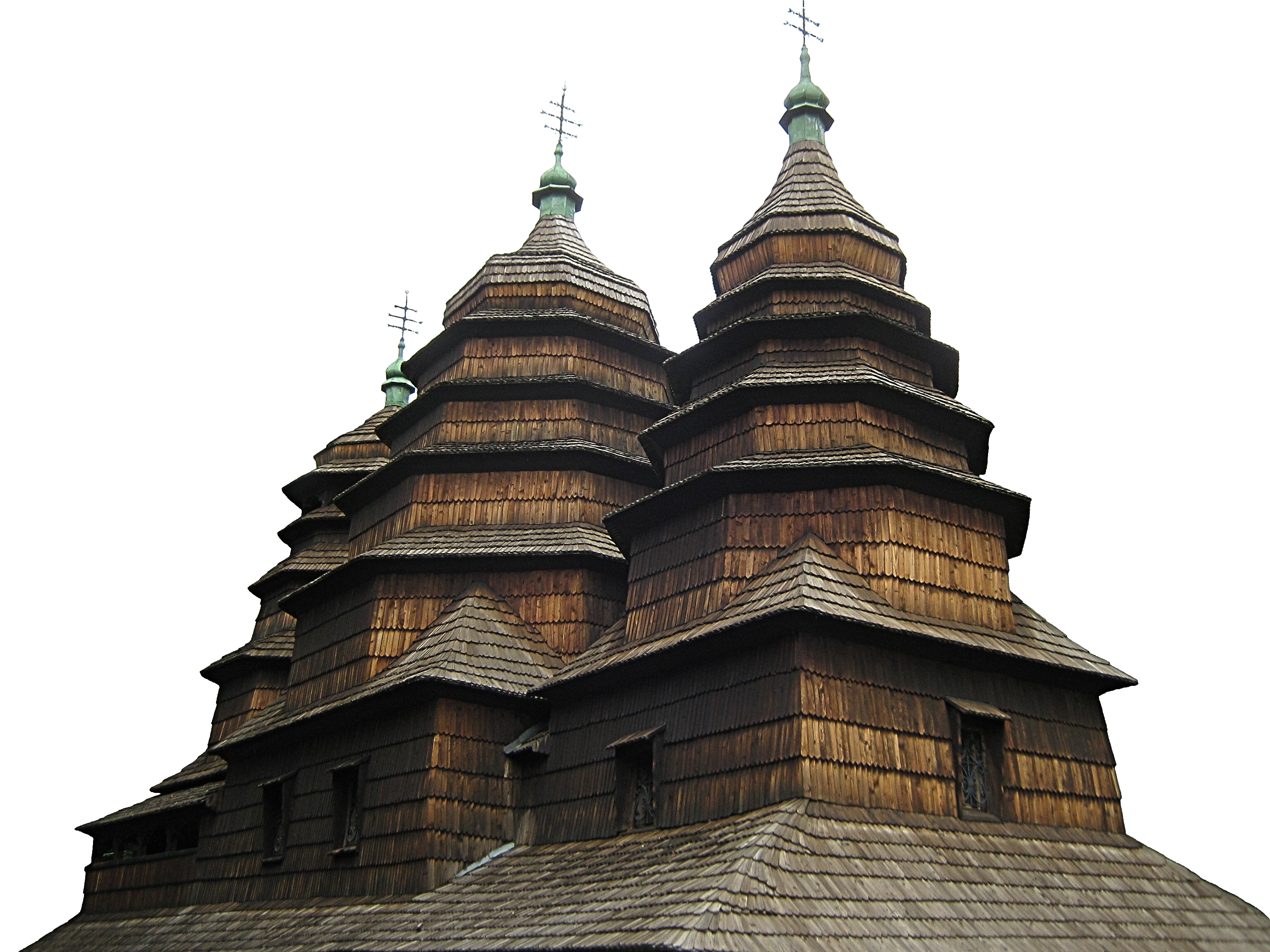
Церква з с.Кривки Турківського р-ну